# Oberon (langage)
Pour les articles homonymes, voir Oberon.
Oberon (alias Oberon-1) est un langage de programmation développé par Niklaus Wirth et Jürg Gutknecht de 1985 à 1987.
Quoique le langage soit basé sur Modula-2 — dont Wirth est l'auteur —, plusieurs propriétés ont été éliminées et l'extension de type, en outre, fut introduite.
Sa syntaxe ressemble au Pascal.
Oberon élimine également le mécanisme explicite de désallocation de mémoire et intègre un ramasse-miettes (Garbage collector).
En 1991, Niklaus Wirth, Jürg Gutknecht et Hanspeter Mössenbock conçoivent Oberon-2, une extension d'Oberon qui inclut les procédures liées au type (méthodes), la polymorphie des objets, les tableaux dynamiques et l'exportation de variables en lecture seulement.